# Sing-song girls

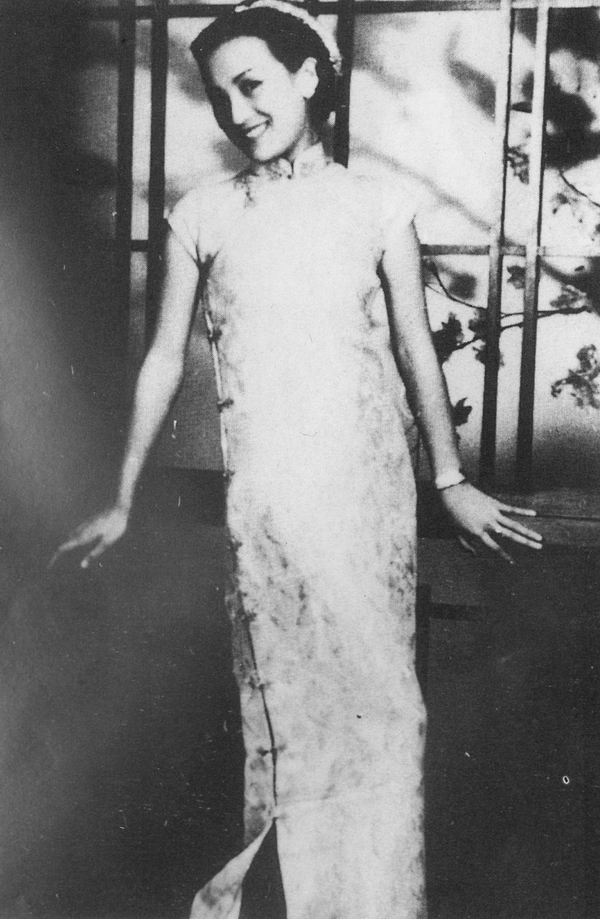
Zhou Xuan, qui va interpretar a la cantant en la pel·lícula "La fi del món"; anys 1930.

Sing-song girls és un terme anglès per a les cortesanes a la Xina del segle xix (també conegudes com flower girls).

## Origen
Abans de la fundació de la Xina moderna en 1912, el concubinat era legal. En la tradició xinesa, els homes portaven el cognom i el patrimoni familiar després del matrimoni. Per a assegurar-se que hereus homes serien engendrats, els homes casats de classe alta podien tenir a part de la pròpia esposa, una o dues concubines, a vegades fins i tot més tantes com pogués sostenir econòmicament
El costum podia ser invocada sense el consentiment de l'esposa: l'acció del marit era protegida per la llei. Les concubines vivien amb la família juntament amb l'esposa i fills. Un home podia prendre a una cortesana com a concubina, de manera que moltes cortesanes s'esforçaven en atreure possibles esposos, esperant poder convertir-se en esposes secundàries.

## Terminologia
Els viatgers occidentals a la Xina del segle xix,  quan van saber de les cortesanes no sabien com denominar-les ja que no estaven classificades com a prostitutes. Per això va sorgir el terme sing-song girls, noies cantants.
Hi ha una altra versió de l'origen: segons l'obra mestra escrita el 1892 per Han Banqing Sing-Song Girls of Xangai, també coneguda com Flowers of Xangai, la gent de Xangai anomenava a les dones que actuaven com a cantants i músiques " xian sheng " en llengua Wu. El terme es pronunciava com l'anglès "sing-song" i les dones joves sempre cantaven per atraure els clients; així que els occidentals van començar a anomenar-les així. La paraula sian sang en aquest cas era un terme cortès per referir-se a un artista.

## Les seves vides
Les Sing-Song Girls habitualment eren venudes pels seus pares pobres i entrenades des de la infantesa per entretenir els clients masculins mitjançant companyia, cant i ball. Algunes no incloïen serveis sexuals, però la majoria sí. Generalment eren vistes com amants i no com prostitutes. No portaven cap maquillatge ni vestit característics i, normalment, vestien el qipao de Xangai, similar al de les dones de classe alta. Sovint oferien actuacions amateurs d'òpera xinesa per als seus clients portant la roba xinesa tradicional d'òpera per actuar davant de petits grups. Les noies tenien un o més patrocinadors, ja fossin homes casats o no, per pagar els seus deutes familiars o personals i per sostenir el seu alt nivell de vida. Moltes sing-song girls s'acabaven casant amb el patrocinador per començar una vida lliure.

## Classes de noies cantants
Entre elles hi havia diverses classes d'intèrprets, segons la seva qualitat i habilitat. Amb el temps, van anar evolucionant, d'una classe a quatre i, finalment, consolidant-se en dues abans de quedar obsoletes amb la Revolució Cultural:
- Shuyu - La classe més alta eren les shuyu (recitadores) que rastrejaven els seus orígens professionals a les èpoques més antigues imperials. Estaven especialitzades en diversions instruïdes com cantar, recitar i escriure poesia, tocar instruments i interpretar òpera. A més, eren seleccionades per la seva bellesa, entrenades en conversa sofisticada i conegudes per les seves robes extravagants. No s'emfatitzaven els serveis sexuals sinó el seu art. Amb el temps, les artistes shuyu van acabar substituïdes per les prostitutes changsan a causa de la seva renuència a oferir serveis sexuals.[4]

- Changsan - Les changsan ("tres llargs") eren la classe més alta de prostitutes. El terme procedia que originalment cobraven tres iuans per la companyia i tres més per passar la nit. Mantenien la classe i art similar a les shuyu, però s'enfocaven més clarament al servei sexual. Així i tot, obtenir la seva companyia íntima requeria un període més o menys llarg d'elaborat festeig. No obstant això, tals relacions tampoc eren permanents ni monògames.[5]
- Yao'er - Les yao'er ("un dos") eren la categoria inferior a la changsan. El nom es devia al fet que tradicionalment cobraven un iuan per l'entreteniment i dos per la companyia. Originalment hi havia una  una classe intermèdia anomenada ersan ("dos tres") però van acabar sent considerades changsan i englobades com a tals. Encara que les prostitutes yao'er eren vistes com més baixes que les changsan, també se centraven en l'entreteniment així com els serveis sexuals. Cobraven menys que les changsan, i consegüentment la seva bellesa, cant, i actuacions no eren de tanta qualitat.[6]

## Classes inferiors de prostitutes
En aquesta categoria es trobaven les noies que oferien tan sols serveis sexuals. On algunes sing-song girls treballaven per elecció, les dones explotades en els graons més baixos del mercat sexual eren allí com a resultat d'haver estat venudes, hipotecades, segrestades o forçades a prostituir-se (Aquestes no incloïen a les massatgistes i ballarines en lloguer, que oferien serveis sexuals a temps parcial).
- "Porc salat" - Aquestes prostitutes s'albergaven en els bordells comuns per a la classe mitjana i obrera. Aquests establiments eren vulgarment coneguts com botigues "de porc salat" per la semblança entre les dones que venien els seus cossos i la venda d'aquesta carn, la més comuna i barata. A diferència de les cortesanes, aquestes dones únicament oferien serveis sexuals.[7]
- "Faisans" - La següent classe de  prostitutes eren les que feien el carrer. Denominades "faisans" pels seus vestits acolorits i hàbit de recórrer els carrers a la recerca de clients. En ser al carrer, tenien poca protecció contra la policia i els pinxos, deixant-les doblement en risc d'arrest o agressió. Un exemple d'això pot veure's en la pel·lícula muda de 1934 La deessa (神女).[8] La majoria de les "faisans" pertanyien a bordells i portaven als seus clients fins ells per a oferir el seu servei.[9]
- "Flors de fum", eren la classe més baixa de prostitutes. Treballaven a les "habitacions de fum" com es denominava als fumadors d'opi, on els clients podien tenir prostitutes mentre fumaven opi. Aquesta classe de prostitutes va desaparèixer en 1949 amb l'inici de la Xina comunista de Mao, que va perseguir i va prohibir el cultiu, distribució, venda i consum d'opi.[10]
- "Galledes d'ungles" - En aquests bordells s'atenia els obrers menys qualificats, com els conductors de rickshaw.[11]

## Ús històric del terme
Si bé el terme anglès data de 1891, el concepte va sorgir, segons els registres, quan els emperadors de la dinastia Han van necessitar proporcionar distracció femenina a les tropes. En l'antiga Xina, s'anomenà a aquestes artistes de moltes maneres, com "gē jì" (literalment, cantant artista femenina, cantant cortesana'), "gē jī" (bellesa cantant ), "ōu zhě" (cantant ), etc.
Durant la dècada de 1930, Li Jinhui va iniciar la indústria de la música popular xinesa amb diverses companyies musicals. Els grups eren en la seva majoria de dones joves actuant i cantant. El terme sing-song girls va començar llavors a caure en desús i va desaparèixer definitivament quan el Partit Comunista de la Xina va associar la música pop com a pornografia o música groga en la dècada de 1940.

## Impacte cultural
A Shanghái, les sing-song girls van formar una part única de la cultura de la ciutat la qual, al mateix temps, va incidir en la cultura d'altres parts de la Xina. Quan Shanghái va ser dividida en diferents concessions governades lliurement per múltiples partits, va haver-hi una major llibertat perquè les sing-song girls actuessin davant l'ull públic sense repercussions legals. Això va obrir la porta, deixant que la cultura de l'entreteniment a través de les cortesanes impactés en la cultura xinesa més tradicional.
Si bé fins i tot la classe més alta changsan no podia fugir de la ignomínia de la seva associació amb el comerç sexual, en certa manera, això els deixava fer gala d'una provocació que la tradició xinesa conservadora no permetia. Els punts de vista conservadors sostenien que, una vegada casada, una dona no tenia cap necessitat d'impressionar a ningú. D'acord amb els ideals confucians de virtuts domèstiques com la modèstia, l'estàndard de vestimenta femenina tendia a ocultar les formes, cobria del coll als peus i s'usaven colors sobris. No obstant això, les cortesanes, eximides de tals virtuts, solteres i perpètuament cortejades eren lliures d'explorar l'alta moda, i adaptar-la. Un exemple d'això pot ser vist en el qipao, el qual van començar a usar, des de finals del segle segle xix, més cenyit, en colors vius i fins i tot models amb  màniga curta o sense i oberts a cada costat fins al genoll.
En general, el fet que les sing song girls estiguessin centrades en l'oci i l'entreteniment les va convertir en icones de la moda i l'estil. Per exemple, sovint decoraven els seus salons amb cares decoracions i comoditats modernes, al punt que hi ha casos registrats de dames que es van colar a les cases d'entreteniment per a donar un cop d'ull a la decoració i les modes i mantenir-se al corrent. A més, el fet de ser sovint cortejades per individus prominents de la societat els atorgava interès, fins i tot notorietat. Així, es va fer habitual que les cortesanes més famoses fossin convidades a acompanyar públicament als seus pretendents, permetent que elles poguessin lluir la seva moda, aviat imitada per les dones honestes.
Les sing-song girls van ser els primers individus de la societat xinesa a fer ús dels mitjans de comunicació de masses. Des de finals del segle xix , algunes cortesanes van començar a oferir els seus serveis a través de retrats en foto i targetes de visita. A més, la generalització dels anuncis en cartells, revistes i postals amb el seu ús de la figura femenina per a anunciar tot tipus de productes, va portar a la circulació d'imatges de famoses sing-song girls mostrades com l'estàndard de la moda i la bellesa.

## Ficció
- Les sing-song girls van ser popularitzades per la novel·la publicada en 1892 per Han Bangqing titulada Hai shang hua.
- Les sing-song girls juguen una funció menor en la novel·la d'Isabel Allende Hija de la fortuna. Tao Chi'en dedica el seu treball a curar noies malaltes – a pesar que la majoria acaba morint– perquè és quan estan malaltes que pot treure-les fora de la casa sota el pretext de realitzar "experiments". Tracta d'ajudar a aquelles noies que es recuperen per a millorar les seves vides de manera que ja no necessitin prostituir-se.
- Allende també esmenta a les sing-song girlsen el seu llibre Retrato en sépia.
- La novel·la de Amitav Ghosh River of Smoke, ambientada a les ciutats portuàries del sud de la Xina, es refereix a les prostitutes de Canton com "sing-song girls."